# Бубнов, Виктор Михайлович
Виктор Михайлович Бубнов (род. 21 марта 1913; с. Перекопное, Новоузенский уезд, Саратовская губерния, Российская империя — 11 июля 1996; Москва, Россия) — советский и российский актёр театра и кино.
В 1950—1970 годах неоднократно исполнял роль Деда Мороза на детских новогодних ёлках в Колонном зале Дома Союзов, Лужниках и Кремле.

## Биография
Родился 21 марта 1913 года в селе Перекопном Новоузенского уезда Саратовской губернии.
Учился в школе-девятилетке, а затем в школе фабрично-заводского ученичества. В 1931 году, получив аттестат, поступил работать на местный серый рудник имени СТО слесарем по монтажу дизелей. Через два года по профсоюзной путёвке отправился на учёбу в Москву. Опоздав на экзамены, устроился слесарем на завод «Моспласткож», параллельно посещал курсы по подготовке в институт. В 1934 году был направлен на строительство первой очереди Московского метрополитена. Через год получил в качестве рабфаковца направление в Московский государственный вечерний металлургический институт. В 1935 году был призван в ряды РККА. В 1937 году поступил в Школу-студию киноактёра при «Мосфильме». В 1938 году дебютировал в кино. Первой пробной эпизодической ролью был фильм «Друзья». В 1941 году окончил актёрский факультет Всесоюзного государственного института кинематографии.
Ушёл из жизни 11 июля 1996 года в Москве. Похоронен рядом с матерью на Ваганьковском кладбище.

## Фильмография
- 1938 — Друзья — эпизод
- 1939 — Ленин в 1918 году — матрос в большом театре
- 1939 — Минин и Пожарский — мужик
- 1940 — Закон жизни — посетитель в приёмном Огнерубова
- 1940 — Суворов — эпизод
- 1940 — Яков Свердлов — уголовник
- 1941 — Боевой киносборник № 1 — барон Зигфрид Вольчье Сердце
- 1941 — Мечта — знакомый Василя
- 1941 — Первая Конная — боец
- 1942 — Боевой киносборник «Юные партизаны» — Андрей Иванович (вторая новелла)
- 1942 — Боевой киносборник № 9 — матрос
- 1942 — Как закалялась сталь — Артём
- 1943 — Радуга — товарищ лейтенанта Кравченко
- 1944 — Иван Никулин — русский матрос — военный комендант
- 1944 — Поединок — полковник
- 1947 — Поезд идёт на восток — пассажир в вагоне-ресторане
- 1947 — Свет над Россией — шофёр
- 1949 — Сталинградская битва — эпизод
- 1949 — Кубанские казаки — товарищ Щербина
- 1950 — Далеко от Москвы — Карпов
- 1951 — Незабываемый 1919 год — белогвардеец
- 1954 — Анна на шее — господин на балу
- 1957 — Поединок — офицер
- 1957—1958 — Тихий Дон — Яков Фомин
- 1958 — Олеко Дундич — казак
- 1960 — Северная повесть — шкипер шведского брига
- 1961 — После бала — инженер Анисимов
- 1964 — Одиночество — Никита
- 1966 — Тени старого замка — Страшный Курт
- 1971—1973 — Тени исчезают в полдень — купец
- 1973—1983 — Вечный зов — купец
- 1976 — Сибирь — Ермолай Лопаткин (4 серия)

### Озвучивания
- 1968 — Маугли (вторая серия)